# El Juicio Final de Vrancke van der Stockt
El Juicio Final es un tríptico antes atribuido a Vrancke van der Stockt, repartido entre el Museo de Bellas Artes de Valencia (tablas laterales) y el Museo de historia de Valencia. El tríptico completo perteneció al Ayuntamiento de Valencia desde que fue adquirido por los jurados de la ciudad en 1494. Pero la personalidad artística de Vrancke van der Stockt, creada en la década de 1920 por Georges Hulin de Loo, ha sido cuestionada por la crítica más reciente y en la actualidad no es posible atribuirle ninguna pintura, habiendo pasado a ser asignadas parte de las obras que anteriormente se consideraron de su mano a un anónimo Maestro de la Redención del Prado, del que este Tríptico del Juicio Final, con la mezcla de elementos tomados de Rogier van der Weyden, Dirk Bouts y Hans Memling, podría considerarse seguidor.

## Conservación
La pintura forma parte de un tríptico, cuyas puertas fueron robadas hacia 1860 y reaparecieron en 2003 en poder de un anticuario de Bruselas. Adquiridas por una entidad bancaria, pasaron más tarde al Ministerio de Hacienda como dación en pago de impuestos, para entregarlas al Museo Nacional de Cerámica y Artes Suntuarias González Martí, que las cedió al Museo de Bellas Artes de Valencia.

## Descripción
Es un óleo sobre tabla datado en 1494, está formado por cuatro pinturas a modo de puertas batientes, con unas dimensiones de 206 x 58 cm cada tabla, y una tabla central. En la tabla central se representa una escena de Cristo en Majestad entre San Juan Bautista y la Virgen María (la Déesis), y en la parte inferior al arcángel san Miguel, con la balanza y una lanza que hiere a un pequeño demonio que intenta vencer la balanza hacia su lado, una balanza que está pesando las almas de los condenados. La escena se inspira en el Políptico del Juicio Final de Van der Weyden, a quien también se debe la ubicación de la escena en una portada gótica en la que en pequeñas escenas fingiendo esculturas se encuentran representadas las obras de misericordia. 
Las tablas laterales se conservan en el Museo de Bellas Artes de Valencia y representan los bienaventurados caminos del Paraíso (derecha [izquierda del espectador]) y los condenados camino del Infierno (a la izquierda [derecha del espectador]) en la cara interna, mientras que en la externa se representa a Adán y Eva siendo expulsados del Paraíso. Las tablas laterales se inspiran en las tablas de igual asunto de Dirk Bouts, actualmente conservadas en el Museo de Bellas Artes de Lille.
 

Los jurados valencianos se la compraron a Joan de l'Anell por la cantidad de 63 libras valencianas con la finalidad de que la obra presidiera la Sala del Consejo Secreto dentro de la Casa de la Ciudad.

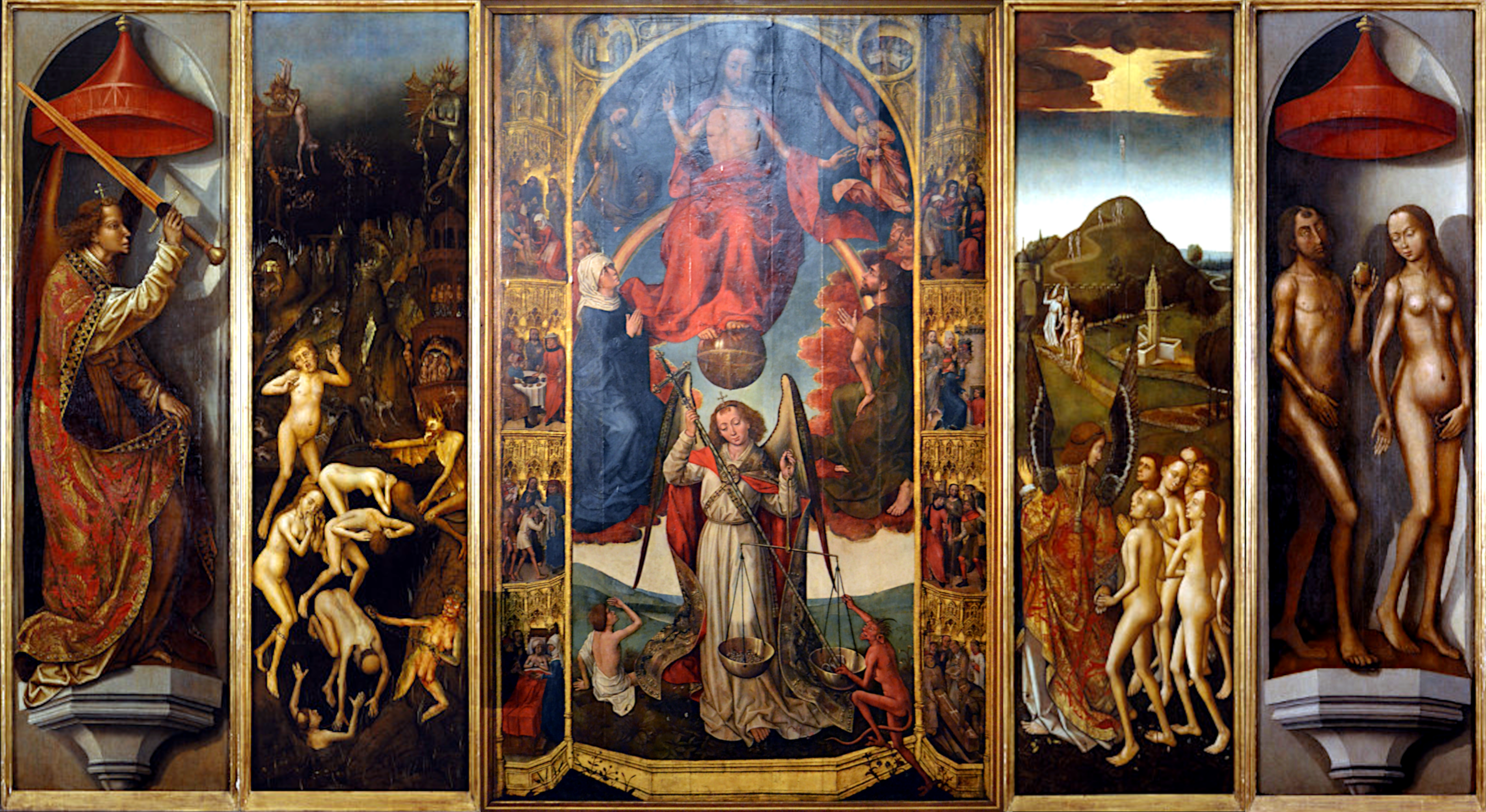
Tríptico de Vrancke van der Stockt (recreación)